# Anagrus foersteri
Anagrus foersteri is een vliesvleugelig insect uit de familie Mymaridae. De wetenschappelijke naam is voor het eerst geldig gepubliceerd in 1848 door Ratzeburg.